# 圆额尖指蟹
圆额尖指蟹（学名：Caphyra rotundifrons）为梭子蟹科尖指蟹属的动物。分布于日本、萨摩亚群岛、斐济群岛、新喀里多尼亚岛、马里亚纳群岛、托里斯海峡、毛里求斯岛、马达加斯加以及中国大陆的西沙群岛等地，主要生活于海水。